# 樫原伸彦
樫原 伸彦（かしわら のぶひこ、1963年8月30日 - ）は、日本の作曲家、編曲家、音楽プロデューサー、キーボーディスト、歌手。

## 来歴・人物
1981年にピアニストとしてレコーディングやステージ・サポートを開始、1983年から作曲家・編曲家として幅広いジャンルで創作活動を行う。
1988年に尾崎豊の4thアルバム『街路樹』収録曲における半数の音楽プロデュースを手がける。
ロックバンドのプロデュースからアニソン、アイドル、映画音楽まで、ジャンル・編成を問わないサウンドデザインとプロモーションプランニングが特徴。
近年は、→Pia-no-jaC←のプロデュース、AKB48、SKE48の作曲・編曲を行うほか、ITと音楽のマッチングを提案しながら創作活動を積極的に行っている。
作曲家・編曲家としての活動がメインであり、歌に関しては「スタジオ・ミュージシャンとして楽曲制作に参加している」という意味合いが強い。

## 提供作品
小明
- 「君が笑う、それが僕のしあわせ」（作曲・編曲）
- 「星が見えない会えない夜は」（作詞・作曲・編曲）

あべみかこ
- 「蜜柑」（作曲）

AKB48グループ
- AKB48
  - 「桜の花びらたち」（編曲）
  - 「愛の毛布」（編曲）
  - 「毒リンゴを食べさせて」（作曲・編曲）
  - 「あの頃のスニーカー」（編曲）
  - 「初恋泥棒」（編曲）
  - 「支え」（編曲）
  - 「ジグソーパズル48」（編曲）
  - 「夢の鐘」（作曲）
  - 「天使のしっぽ」（編曲）
  - 「僕の桜」（作曲・編曲）
  - 「初恋よ こんにちは」（編曲）
  - 「ここにいたこと」（編曲）
  - 「桜の花びらたち 2025」（編曲）

- SKE48
  - 「羽豆岬」（編曲）
  - 「そばにいさせて」（編曲）
  - 「ウィンブルドンへ連れて行って」（編曲）
  - 「枯葉のステーション」（編曲）
  - 「お待たせSet list」（作曲・編曲）

- 渡り廊下走り隊7
  - 「初恋よ こんにちは」（編曲）

エグスプロージョン
- 「WEDDING HIGH」（編曲）

大西結花
- 「MY POLESTAR」（作曲）

小川範子
- 「バスルームの幻想」（作曲）
- 「サスペンス」（作曲）

尾崎豊
- 「核」（編曲）
- 「街角の風の中」（編曲）
- 「LIFE」（編曲）
- 「時」（編曲）
- 「紙切れとバイブル」（編曲）
- 「街路樹」（編曲）

音卓の騎士
- 「In The Noise We Live」（作曲）
- 「Firekeeper」（作曲）

柏原芳恵
- 「桜の木の下で」（作曲・編曲）

樹本由布子
- 「べつにシンドローム」（作曲）

草尾毅
- 「ボーダーライン」（作曲・編曲）
- 「こしゃくな唇」（作曲・編曲）
- 「祭りの唄」（作曲・編曲）
- 「SPEED VIBRATION」（作曲・編曲）
- 「釣りに行こう」（作曲・編曲）
- 「Dreamless Dreamer」（作曲・編曲）
- 「陽気にデカダンス」（作曲・編曲）
- 「BACK DOORの向こう側」（作曲・編曲）
- 「俺が死ぬまで」（作曲・編曲）
- 「嵐の中の二人〜Caught in a storm〜」（作曲・編曲）
- 「Another Moon」（作曲・編曲）
- 「スパイラル・ブルース」（作曲・編曲）
- 「アゲイン」（作曲・編曲）
- 「水晶のベル」（作曲・編曲）
- 「Little Wing」（作曲・編曲）
- 「木霊」（作曲・編曲）
- 「砂の嵐〜Sandstorm〜」（作曲・編曲）
- 「Voice（in winter）」（作曲・編曲）
- 「涙だけ眠らせて」（作曲・編曲）
- 「Lady Blue」（作曲・編曲）
- 「津気」（作曲・編曲）
- 「Voice（in summer）」（作曲・編曲）
- 「Another Moon 2005」（作曲・編曲）
- 「FOR MYSELF」（作曲・編曲）
- 「ビーロボはぼくらの仲間」（作曲・編曲）

近藤名奈
- 「地球を蹴ってさか上がりして」（作曲）
- 「夏の始まりに探したもの」（作曲）
- 「+1〜プラスワン〜」（作曲）
- 「少年のままでいい」（作曲）
- 「子守歌が聞こえる」（作曲）
- 「悲しい友達」（作曲）
- 「2Bの鉛筆で」（作曲）
- 「ワンルームと青い歯ブラシ」（作曲）
- 「君が隣りで笑うから」（作曲）
- 「忘れたい 忘れない」（作曲）

サザーランド
- 「その瞳のかげり」（編曲）

椎名恵
- 「こんな晴れた午後に」（作曲）

JAYWALK
- 「HEAT」（作曲）

かとう唯
- 「東京プリンセスストーリー」（作曲）

鈴湯
- 「ワンダーアラウンド」（作曲）
- 「Garden」（作曲）

SMAP
- 「いますぐ天気にしておくれ」（作曲）
- 「スマイル戦士 音レンジャー」（作曲）

Sweet☆Pastel
- 「パステル☆フューチャー」（作詞・作曲）
- 「永遠の星」（作詞・作曲）

世良公則
- 「鼓動」（作曲・編曲）

DASEIN
- 「夢つれづれ」（編曲）
- 「555」（編曲）
- 「流離人 〜さすらいびと〜」（編曲）
- 「冷静になれ」（編曲）
- 「アイアイサ」（編曲）
- 「秘密」（編曲）
- 「ドンマイコンクライデメゲナイ」（編曲）
- 「激情」（編曲）
- 「修羅」（編曲）
- 「まぶしくて」（編曲）
- 「ほどほどにしてね」（編曲）
- 「無礼講」（編曲）
- 「走馬灯」（編曲）
- 「貴方しかいないじゃない」（編曲）
- 「未練」（編曲）
- 「待宵影-マツヨイカゲ-」（編曲）
- 「歩-Ayumi-」（編曲）

とんねるず
- 「東京」（作曲・編曲）
- 「HEY BROTHER」（編曲）

中森明菜
- 「予感（renewal）」（編曲）
- 「BLONDE（renewal） 」（編曲）

中山美穂
- 「愛してるっていわない!」（編曲）

西田敏行
- 「バトンタッチ」（編曲）
- 「あの街に生まれて」（編曲）

乃木坂46
- 「あなたのために弾きたい」（生田絵梨花）（編曲）
- 「ネーブルオレンジ」（編曲）
- 「Same numbers」（編曲）

橋本舞子
- 「Unchainde Heart」（編曲）

- 「雨のハイウェイ」（編曲

FLIP-FLAP
- 「ふたりの浜辺で（作詞・作曲・編曲）
- 「どうして」（作詞・作曲・編曲）
- 「うちへ帰ろう」（作詞・作曲・編曲）
- 「happenings」（作詞・作曲・編曲）
- 「else」（作詞・作曲・編曲）
- 「夏休み」（作詞・作曲・編曲）
- 「春はあけぼの」（作曲・編曲）
- 「夏は夜」（作曲・編曲）
- 「秋は夕暮れ」（作曲・編曲）
- 「君のお世話をしたい」（作詞・作曲・編曲）
- 「冬はつとめて」（作曲・編曲）
- 「枕草子でおやすみ」（作曲・編曲）
- 「ずっと友達でいようよ」（作詞・作曲・編曲）

BOYS AND MEN研究生
- 「SEASONS 4EVER」（作詞・作曲）

本田美奈子
- 「We Are Wild Cats」（作曲・編曲）

- 「霧のベール」（編曲）
- 「カシスの実」（編曲）
- 「Virginity」（編曲）
- 「Slow walk」（作曲・編曲）
- 「朝まで」（作曲・編曲）

水木一郎
- 「マジンガーZ (21st century ver.)」（編曲）
- 「デビルマンのうた (21st century ver.)」（編曲）

ももいろクローバーZ
- 「恋は暴れ鬼太鼓」（作曲・編曲）

森口博子
- 「夢がMORI MORI」（編曲）

やしきたかじん
- 「夢の雫」（作曲）

柳ジョージ
- 「バーニング」（作曲・編曲）
- 「Always」（作曲・編曲）

Ricky
- R.I.C.K.Yのテーマ（編曲）
- 裸★KING（編曲）
- 我儘EMOTION（編曲）
- 流れ星みつけたその夜に（編曲）
- I'm Alive-album mix-（編曲）
- 唯我独SONG〜Ricky＋ENG-F remix〜（編曲）
- NIGHT&DAY（編曲）
- アオイツキ（編曲）
- 雨のスパイラル〜A Rainy Spiral〜（編曲）
- 「現在」〜此ノ場所〜（編曲）
- イチバン☆星（編曲）
- 他愛（編曲）
- 背徳の空の下で（編曲）
- 深雪（編曲）
- 君がいたcolors はじまりの朝（編曲）
- 我ここに在り（編曲）
- 春風、吹く日に...（編曲）

RoST
- 「Day Before Tomorrow」（作曲）
- 「フリスビー」（作曲）

### アニメ・ゲーム・特撮ソング
- こちら葛飾区亀有公園前派出所（1985年）
  - イメージソング「派出所の夜はふけて」歌：宮内タカユキ（作曲）
- Good Morningアルテア（1987年）
- アイドル伝説えり子（1989年）
  - エンディングテーマ「Unchained Heart」歌：橋本舞子（編曲）
- 天空戦記シュラト 創世への暗闘（1991年）
  - オープニングテーマ「Keep Your Pure Love」歌：清水咲斗子（作曲）
  - エンディングテーマ「ガラスの少年」歌：清水咲斗子（作曲）
- 超時空要塞マクロスII -LOVERS AGAIN-（1992年）
  - オープニングテーマ「2億年前のように静かだね」歌：金子美香（作曲）
- 美少女戦士セーラームーンR（1993年）
  - 挿入歌「愛の戦士」歌：石田よう子（作曲・編曲）
- 勇者特急マイトガイン（1993年）
  - オープニングテーマ「嵐の勇者」歌：岡柚瑠（作曲・編曲）
  - エンディングテーマ「Black diamond」歌：PURPLE（作曲・編曲）
- 五星戦隊ダイレンジャー（1993年）
  - 挿入歌「風の戦士」歌：石田よう子（作曲）
- 機動武闘伝Gガンダム（1994年）
  - オープニングテーマ「FLYING IN THE SKY」（編曲）
  - エンディングテーマ「君の中の永遠」歌：井上武英（作曲）
- 忍者戦隊カクレンジャー（1994年）
  - 挿入歌「鶴姫!強さは目にも美しい」歌：佐々木真理（作曲・編曲）
- しましまとらのしまじろう（1997年）
  - エンディングテーマ「ハッピー・ジャムジャム」歌：M.S.J（作曲・編曲）
  - オープニングテーマ「スキップ・ステップ・アイランド」歌：しまじろう（作曲・編曲）
- 卒業III 〜Wedding Bell〜（1998年）
  - オープニングテーマ「Happy Bell 〜幸せのベルを鳴らせ！〜」歌：古山あゆみ・中山真奈美・小松里賀・高橋千晶・根橋美絵子（作曲）
- センチメンタルグラフティ（1998年）
  - 挿入歌「センチな夏休み」歌：SGガールズ（作曲）
- デジモンアドベンチャー02（2000年）
  - イメージソング「クラッシュでビンゴ!」歌：井ノ上京（夏樹リオ）（作曲）
  - イメージソング「Fly High」歌：井ノ上京&ホークモン（夏樹リオ&遠近孝一）（作曲）
- デジモンテイマーズ（2001年）
  - 挿入歌「ひまわり」歌：AiM（作曲・編曲）
- ロックマンX6（2001年）
  - エンディングテーマ「I.D.E.A.〜僕は毎日、夢を見る〜」歌：RoST（作曲・編曲）
- 金色のガッシュベル!!（2003年）
  - 挿入歌「チチをもげ!」歌：パルコ・フォルゴレ（高橋広樹）（作曲・編曲）
  - コーラルQの変形体操（作曲・編曲）
  - ガッシュベル体操～やさしい王様になるために～（作曲・編曲）
  - 00Fのテーマ（作曲・編曲）

### 映画音楽
- サンブンノイチ（2012年、脚本・監督：品川ヒロシ）

### 吹奏楽
- アルバム『BRA★BRA FINAL FANTASY / BRASS de BRAVO』
  - 「FFVII バトルメドレー」（編曲）
  - 「アリア」（編曲）
  - 「FFメドレー」（編曲）
  - 「The Man with the Machine Gun」（編曲）

## 演奏参加
- 尾崎豊
  - アルバム『壊れた扉から』（1985年）
  - シングル『核(CORE)』（1987年）
  - アルバム『LAST TEENAGE APPEARANCE』（1987年）
  - アルバム『街路樹』（1988年）

## プロデュース
- imajuku
  - アルバム「ibiza」（1999年）
- 尾崎豊
  - アルバム「街路樹」（1988年）
- THE HEART
  - アルバム「CHAPMAN」（1988年）
- MEG
  - アルバム「room girl」
- 柏原芳恵
  - アルバム「アンコール」（2007年）
- 鈴湯
  - 「パラレル・ピクチャーズ」
- 294
  - シングル「ハラッパ/毎日会いたい」
  - シングル「桜ひとひら/ミネラル」
  - DVD「みんな一緒にnyokinyokiPLEASE〜私たちミュージシャンなんですけれども」
- サザーランド
  - その瞳のかげり（2004年、シングル「君となら」カップリング曲）
- ツバメスケッチ
  - アルバム「旅マニエル」
- FLIP-FLAP
  - シングル「ハプニングス」（1998年、『さんまのからくりTV』テーマ曲）
- 柳ジョージ
  - シングル「バーニング」（1996年）
- →Pia-no-jaC←
  - アルバム「First Contact」（2008年）
  - アルバム「EAT A CLASSIC」（2008年）
  - アルバム「風神雷神」（2009年）
  - アルバム「EAT A CLASSIC 2」（2009年）
  - アルバム「THIS WAY UP」（2010年）
  - アルバム「→Pia-no-jaC←LIVE＠九段会館」（2010年）
  - アルバム「EAT A CLASSIC 3」（2011年）
  - アルバム「暁」（2012年）
  - アルバム「EAT A CLASSIC 4」（2012年）
  - アルバム「Re:EARTH」(2013年)
  - アルバム「Disney Rocks!!!! featuring →Pia-no-jaC←」（2014年）
  - アルバム「EAT A CLASSIC 5」（2014年）
  - アルバム「BLOOD」(2015年)
  - アルバム「Cinema Popcorn」(2016年)
  - アルバム「EAT A CLASSIC 6」(2017年)
  - アルバム「JAPANESQUE」(2019年)
  - アルバム「EAT A CLASSIC 7」(2020年)
- →Pia-no-jaC←×葉加瀬太郎
  - アルバム「BATTLE NOTES」（2012年）
- HAYATO
  - アルバム「Fine」(2017年)

## 歌

### コミックイメージソング
- Monochrome（1991年、『恋人は守護霊!?』イメージアルバム）

### 特撮
- 五星戦隊ダイレンジャー（1993年）
  - 火を吹けダイバスター（挿入歌）※作曲も担当
  - ウォンタイガーの歌（挿入歌）※作曲・編曲も担当
- 忍者戦隊カクレンジャー（1994年）
  - 気合百発!カクレンジャー!!（挿入歌）※作曲・編曲も担当
  - 必殺ファイタークラッシュ!（挿入歌）
- ビーファイターカブト（1996年）
  - ビーファイターカブト（オープニングテーマ）
  - 大声で歌えば（エンディングテーマ）
  - 永遠の虹を夢見て（挿入歌）※作詞・作曲も担当
  - Last Soldier（挿入歌）※作詞・作曲・編曲も担当
- 燃えろ!!ロボコン（1999年）
  - 燃えろ!!ロボコン（挿入歌及び最終話エンディングテーマ）

### アニメ
- 真拳伝説タイトロード（1994年）
  - GLORY（オープニングテーマ）※作曲・編曲も担当
  - 今を駆け抜けて行け（エンディングテーマ）※作曲・編曲も担当
- 超特急ヒカリアン（1997年）
  - 日本一周ヒカリアン・ツアー（イメージソング）※作曲も担当
- 侵略！イカ娘（2010年）
  - 能面ライダーのテーマ（挿入歌）
- KJファイル（2022年）
  - 黒霧怪獣ゲソラマリ（挿入歌） ※星咲花那と歌唱
  - 放浪灼熱怪獣ファンバーン（挿入歌）
  - 化石怪獣プテロストー（挿入歌）
  - 強面怪獣ツォンガドン（挿入歌）
  - 凍結怪獣イースビオン（挿入歌）
  - 怪獣犬ソウバッカ（挿入歌）
  - 太古怪獣デスポタイタス（挿入歌）
  - 始祖怪獣プロトンガ（挿入歌） ※岡本幸太と歌唱
  - 釣り針古代怪獣アムソンザウルス（挿入歌）
  - 地底多角怪獣トライセラー（挿入歌）
  - 磁力怪獣マグニグマ（挿入歌）
  - 天然鎧怪獣デイドス（挿入歌） ※岡本幸太と歌唱
  - 地鶏怪獣モアヒガンテ（挿入歌）

### その他
- The Frame Up（1991年）※Cathey Nobble名義
- ピーポピーポ救急車（1994年、はたらくくるまのうた） ※森の木児童合唱団と歌唱
- 闘えタイガー（2011年、CR『FEVER タイガーマスク』挿入歌）